# Zamzam Mohamed Farah
Zamzam Mohamed Farah (ur. 19 marca 1991 roku w Mogadiszu) – somalijska lekkoatletka, uczestniczka igrzysk olimpijskich w Londynie w 2012 roku.
Zamzam Mohamed Farah była jednym z dwóch sportowców reprezentujących Somalię na igrzyskach olimpijskich w Londynie w 2012 roku. Zawodniczka wzięła udział w biegu na 400 m, gdzie odpadła już w eliminacjach. W swoim biegu zajęła siódme, ostatnie miejsce, przybiegając o prawie pół minuty za swoją ostatnią rywalką, z czasem 1:20,48. W końcowej klasyfikacji zajęła 45 miejsce na 49 zawodniczek, wyprzedzając jedynie te, które nie ukończyły swojego biegu, zostały zdyskwalifikowane bądź nie przystąpiły do zawodów. Zamzam Mohamed Farah była także chorążym reprezentacji Somalii podczas ceremonii otwarcia igrzysk.